# Калининское сельское поселение (Мошенской район)
Калининское сельское поселение — муниципальное образование в составе Мошенского района Новгородской области.
Административный центр сельского поселения — деревня Новый Посёлок.

## История
Образовано 11 ноября 2005 года. 12 апреля 2010 года вступил в силу областной закон № 720-ОЗ, объединивший Калининское сельское поселение, Кабожское сельское поселение в одно – Калининское сельское поселение.

## Географическое положение
- Общая площадь:
- Нахождение: северная часть Мошенского района.
- Граничит:
  - с севера — с Хвойнинским муниципальным районом
  - с запада — с Кировским сельским поселением и Мошенским сельским поселением
  - с юга — с Долговским сельским поселением
  - с востока — с Пестовским муниципальным районом

## Население
| 2010  | 2012  | 2013  | 2014  | 2015  | 2016  | 2017  |
| ----- | ----- | ----- | ----- | ----- | ----- | ----- |
| 1225  | ↘1190 | ↘1170 | ↘1154 | ↘1151 | ↗1153 | ↘1135 |
| 2021  |       |       |       |       |       |       |
| ↗1177 |       |       |       |       |       |       |

## Населённые пункты
В состав сельского поселения входят 46 населённых пунктов.
| №  | Населённый пункт | Тип населённого пункта | Население |
| -- | ---------------- | ---------------------- | --------- |
| 1  | Балашово         | деревня                | 9         |
| 2  | Бели             | деревня                | 11        |
| 3  | Былова Гора      | деревня                | 0         |
| 4  | Великое Михеево  | деревня                | 0         |
| 5  | Выскидно         | деревня                | 9         |
| 6  | Высокогорье      | деревня                | 14        |
| 7  | Гоночарово       | деревня                | 19        |
| 8  | Горка            | деревня                | 0         |
| 9  | Городок          | деревня                | 12        |
| 10 | Горы             | деревня                | 3         |
| 11 | Гридино          | деревня                | 0         |
| 12 | Гринева Гора     | деревня                | 17        |
| 13 | Гудково          | деревня                | 0         |
| 14 | Гусево           | деревня                | 8         |
| 15 | Жуково           | деревня                | 0         |
| 16 | Забелино         | деревня                | 0         |
| 17 | Кабожа           | деревня                | 123       |
| 18 | Каплино          | деревня                | 0         |
| 19 | Крупино          | деревня                | 6         |
| 20 | Курилово         | деревня                | 1         |
| 21 | Лесная Горка     | деревня                | 1         |
| 22 | Лубенское        | деревня                | 20        |
| 23 | Луханёво         | деревня                | 0         |
| 24 | Лыткино          | деревня                | 22        |
| 25 | Лянино           | деревня                | 28        |
| 26 | Матвеево 1-е     | деревня                | 0         |
| 27 | Медведево        | деревня                | 4         |
| 28 | Минино           | деревня                | 9         |
| 29 | Моисеиха         | деревня                | 8         |
| 30 | Ново-Демидово    | деревня                | 5         |
| 31 | Новый Посёлок    | деревня                | 430       |
| 32 | Овинец           | деревня                | 9         |
| 33 | Октябрьский      | посёлок                | 198       |
| 34 | Олехово          | деревня                | 29        |
| 35 | Остратово        | деревня                | 6         |
| 36 | Подол            | деревня                | 15        |
| 37 | Половниково      | деревня                | 158       |
| 38 | Попово           | деревня                | 0         |
| 39 | Прибой           | деревня                | 0         |
| 40 | Рагозино         | деревня                | 13        |
| 41 | Самуйлово        | деревня                | 8         |
| 42 | Скуратово        | деревня                | 0         |
| 43 | Тушово           | деревня                | 4         |
| 44 | Фатьяново        | деревня                | 13        |
| 45 | Чистое Кривцово  | деревня                | 0         |
| 46 | Шатрово          | деревня                | 4         |

Постановлением Правительства Новгородской области от 05.07.2021 № 192 населённые пункты Кривцово, Матвеево и Михеево были переименованы, соответственно, в Чистое Кривцово, Матвеево-1 и Великое Михеево.